# Benjamin Piwko
Benjamin Max Piwko (* 11. April 1980 in Hamburg) ist ein deutscher Kampfkunst-Meister und Schauspieler.

## Leben

### Familie und Privates
Benjamin Piwkos Großvater Erich Walter († 1987) war Chirurg und Deutscher Meister im Kugelstoßen. Piwko verlor aufgrund einer Virusinfektion im Alter von acht Monaten sein Gehör. 1982 zog er im Alter von zwei Jahren mit seiner Mutter in die Schweiz, um dort an einer Privatschule bei der Audiopädagogin Susann Schmid-Giovannini sprechen zu lernen. Mit sieben Jahren kehrte er nach Hamburg zurück. Ab 1986 besuchte Piwko die Hamburger Schule für Schwerhörige. 2001 folgte eine Tischlerlehre. Piwko lernte trotz Gehörlosigkeit sprechen und kommuniziert zusätzlich über Lippenlesen, die Gebärdensprache, Körpersprache sowie Gestik und Mimik. Von 2014 bis 2020 war er mit der amerikanischen Profi-Bodybuilderin Veronica Miller verheiratet, die er 2011 kennenlernte und die zu ihm nach Deutschland zog. Mit Felicitas Woll war er von 2017 bis 2024 liiert und ist Vater einer Tochter (* 2017).

### Karriere als Kampfsportler
Im Alter von fünf Jahren fing Piwko mit dem Kampfsport an. Mit sechs Jahren begann Benjamin Piwko 1986 mit dem Judotraining. Von 1990 bis 2003 trainierte er Aikidō, Thaiboxing, Boxen, Grappling, Escrima und Wing Chun. Nach seiner Ausbildung als Tischler 2001 wurde er Stuntfighter und Choreograph für Show & Film und gestaltete Filmaufnahmen, Kampfszenen und Shows. 2005 legte er seine Schwarzgurtprüfung bei Großmeister Al Dacascos auf Hawaii ab. Sein Schwarzgurt-Zertifikat wurde von insgesamt 18 Großmeistern abgenommen. Er wurde als „Real intelligent Warrior“ ausgezeichnet. Auf Hawaii erarbeitete er seinen eigenen Kampfkunststil, den „Wun Boxing Thai Style“ (kurz: „WBT Defence“), eine Mischung aus vielen Kampfstilen, insbesondere aus Boxen, Selbstverteidigung und Kung Fu. Im Dezember 2008 machte er sich selbständig und gründete sein eigenes Unternehmen „WBT DEFENCE“ in Hamburg. In seiner Kampfsportschule in Hamburg-Ottensen unterrichtet er Kinder und Erwachsene. Er ist Gründer und Präsident des Wun Boxing Thai Style Self-Defence Institute inc. International – kurz: WBT Defence. Sieben Mal wurde er mit dem „International Hall of Fame Award“ ausgezeichnet.

### Karriere als Schauspieler
Im Januar 2016 war Piwko im vom Saarländischen Rundfunk (SR) produzierten Tatort: Totenstille neben Devid Striesow und Franz Hartwig in einer der Hauptrollen zu sehen. Er spielte den gehörlosen Ben Lehner, der Zeuge eines tödlichen Sexunfalls wird und den Verursacher in der Folge zu erpressen versucht. Die Rolle hatte Piwko nach einem erfolgreichen Casting erhalten. Piwko war der erste Gehörlose, der in der Fernsehreihe Tatort mit einer Hauptrolle betraut wurde. In dem ZDF-Fernsehfilm Du sollst hören (2022) spielte Piwko in einer der Hauptrollen einen gehörlosen Vater, der gemeinsam mit seiner Frau mit einem drohenden Sorgerechtsentzug der zweijährigen Tochter wegen angeblicher Kindeswohlgefährdung aufgrund der Weigerung, seiner Tochter ein Cochlea-Implantat einsetzen zu lassen, konfrontiert ist.
Sein Theaterdebüt hatte Piwko 2023 an der Comödie Dresden im Stück Die Goldfische (nach dem gleichnamigen Film). Piwko spielt darin den gehörlosen schwulen Autisten Rainer.

### Mitwirkung beiLet’s Dance
2019 trat er als erster gehörloser Kandidat bei der Tanzshow Let’s Dance auf. Mit der Profi-Tänzerin Isabel Edvardsson belegte er den 3. Platz.

## Filmografie
- 2004: Tatort: Todes-Bande (Fernsehreihe)
- 2006: Tatort: Feuerkämpfer (Fernsehreihe)
- 2016: Tatort: Totenstille (Fernsehreihe)
- 2020: Wer einmal stirbt dem glaubt man nicht (Fernsehfilm)
- 2022: Du sollst hören (Fernsehfilm)
- 2023: WaPo Bodensee – Die Falle (Fernsehserie, eine Folge)
- 2024: Mordschwestern – Tödliches Training (Fernsehserie, eine Folge)
- 2025: Rote Rosen (Fernsehserie)
- 2025: Keine Scheidung ohne Leiche (Fernsehfilm)

## Auszeichnungen
- 2005: Hawaii Black Belt, „Real intelligent warrior“
- 2010: Munich Hall of Honour, Outstanding Achievement
- 2011: Munich Hall of Honour, Outstanding Achievement
- 2012: Munich Hall of Honour, Outstanding Contribution M.A.
- 2013: Munich Hall of Honour, Continuance in Excellence
- 2014: Munich Hall of Honour, Outstanding Contribution to the MA
- 2015: Munich Hall of Honour, Outstanding Achievement to the MA
- 2015: London International Martial Arts Hall of Fame, Instructor of the year-Award

## Publikationen
- 2019: Man hört nur mit dem Herzen gut: Was man von Gehörlosen lernen kann, Mosaik Verlag, München 2019, ISBN 978-3-442-39368-8